# Râul Acarigua
Acarigua este un râu din Venezuela. Face parte din bazinul râului Orinoco.